# Los Almendros (Guerrero)
Los Almendros es una localidad del estado mexicano de Guerrero. Es parte del municipio de Zihuatanejo de Azueta.

## Demografía
| Gráfica de evolución demográfica |
|                                  |

| Censo | Población |
| ----- | --------- |
| 1970  | 164       |
| 1980  | 301       |
| 1990  | 638       |
| 2000  | 1 145     |
| 2010  | 1 198     |
| 2020  | 1 157     |